# Hasan Piker
Hasan Doğan Piker (New Brunswick, 25 juli 1991), ook wel bekend onder zijn online pseudoniem HasanAbi, is een Turks-Amerikaans livestreamer, youtuber, internetpersoonlijkheid en links politiek commentator. In zijn livestreams geeft hij voornamelijk politieke en maatschappelijke commentaren, kijkt hij naar media en speelt hij videogames. Sinds 2025 behoort hij tot de populairste streamers op het platform Twitch.

## Biografie

### Jeugd en opleiding
Piker werd geboren in New Brunswick (New Jersey) als zoon van Turkse ouders, maar groeide op in Istanbul. Zijn vader, Mehmet Behçet Piker, is politicoloog en econoom en was bestuurslid bij Sabancı. Zijn moeder, Ülker Sedef Piker (geboren Uygur), is kunsthistorica en doceert aan het New Jersey Institute of Technology. Pikers oom is Cenk Uygur, oprichter van het progressieve mediakanaal The Young Turks (TYT).
Na een jaar aan de University of Miami studeerde Piker in 2013 cum laude af aan Rutgers University met een dubbele bachelor in politicologie en communicatiewetenschappen.

### Carrière
Na zijn studie verhuisde hij naar Los Angeles. In 2021 kocht hij daar een woning van 2,7 miljoen dollar, wat aanleiding gaf tot kritiek vanwege zijn uitgesproken linkse standpunten.
Tijdens zijn studie begon Piker als stagiair bij The Young Turks en groeide daar uit naar de rol van producer en presentator. In 2016 creëerde hij de videoserie The Breakdown, gericht op linkse analyses voor een jong publiek. Hij schreef ook voor HuffPost.

### Twitch en YouTube
In 2018 begon Piker met livestreamen op Twitch. In 2020 verliet hij TYT om zich volledig te richten op zijn kanaal HasanAbi. Zijn kanaal groeide snel door zijn combinatie van politieke duiding, entertainment en interactie met kijkers.
Hij werkte samen met onder anderen Alexandria Ocasio-Cortez, Pokimane en Ilhan Omar tijdens een populaire stream rond het spel Among Us om jongeren aan te zetten naar de stembus te gaan.
Piker werd meerdere keren tijdelijk geschorst van Twitch vanwege controversiële uitspraken. In 2019 veroorzaakte hij ophef met opmerkingen over Dan Crenshaw en 11 september. In 2021 werd hij geschorst voor het gebruik van het woord cracker. In 2025 werd hij opnieuw tijdelijk geschorst wegens opmerkingen over senator Rick Scott en later wegens het tonen van het manifest van een dader bij een aanval op de Israëlische ambassade in Washington D.C.

### Andere activiteiten
Sinds 2021 is Piker medehost van de podcast Fear&, samen met Will Neff. Van 2021 tot 2023 presenteerde hij ook de politieke podcast Leftovers met Ethan Klein, waarmee hij stopte na onenigheid over het Israëlisch-Palestijns conflict.
In 2021 lanceerde hij een kledinglijn, Ideologie, waarvan de opbrengst gedeeltelijk naar stakingsfondsen ging.

## Politiek
Piker ondersteunt progressieve doelen zoals universele gezondheidszorg, LHBTI-rechten, antizionisme en vakbonden. Hij is kritisch voor zowel de Democratische als de Republikeinse partij. Tijdens de Amerikaanse presidentsverkiezingen van 2016 en 2020 steunde hij Bernie Sanders.
Tijdens de Gaza-oorlog uitte hij zich herhaaldelijk kritisch over de Israëlische regering en zamelde hij via zijn kanaal meer dan een miljoen dollar in voor Palestijnse hulporganisaties.

## Erkenning
- Winnaar van meerdere Streamy Awards in de categorie Nieuws (2020, 2022, 2023)
- Genomineerd voor Streamer Awards: Streamer van het Jaar en beste Just Chatting Streamer
- Genoemd als een van Kotaku’s Gamers van het Jaar in 2020